# Hrabiwci
Hrabiwci (ukr. Грабівці) – wieś na Ukrainie, w obwodzie winnickim, w rejonie barskim. W 2001 roku liczyła 572 mieszkańców.